# Marthe Richard
Pour les articles homonymes, voir Richard.
Marthe Richer, dite Marthe Richard, épouse Crompton, née Betenfeld le 15 avril 1889 à Blâmont (Meurthe-et-Moselle) et morte le 9 février 1982 à Paris, est une prostituée, aviatrice, espionne et femme politique française.
La loi de fermeture des maisons closes en France en 1946 porte communément son nom.

## Biographie

### De l'enfance à la prostitution
Issue d'une famille modeste (son père, Louis Betenfeld, est ouvrier brasseur, et sa mère, Marie Lartisant, est domestique), Marthe Betenfeld a une sœur aînée, Jeanne, et deux frères, Camille et Léon-Louis. Elle est envoyée à l'école religieuse Bernadette de Nancy et son destin semble tout tracé : couturière, comme sa sœur aînée. Puis elle devient à Nancy apprentie culottière, à 14 ans. Le métier ne l'enchantant guère, elle fugue de chez ses parents.
Elle est déjà interpellée pour racolage en mai 1905 par la police des mœurs et ramenée chez ses parents. Elle fugue à nouveau à 16 ans et se retrouve à Nancy, ville avec une importante garnison militaire, où elle tombe amoureuse d'un Italien, étudiant en électricité. Elle se prostitue dans les « bordels à soldats » de Nancy. Devant effectuer plusieurs passes par jour, par manque d’hygiène elle tombe rapidement malade et contracte la syphilis.
Renvoyée du bordel, dénoncée par un soldat pour lui avoir transmis la syphilis et fichée par la police (où elle est inscrite comme prostituée mineure le 21 août 1905), elle est contrainte de s'enfuir à Paris. On la retrouve aux bras d'Henri Richer, ancien mandataire aux Halles. Le riche bourgeois l'épouse le 13 avril 1915. Elle fait alors table rase de son passé et devient une respectable bourgeoise de la Belle Époque. Elle demande à être rayée du fichier national de la prostitution, ce qui lui est refusé.

### L'aviatrice

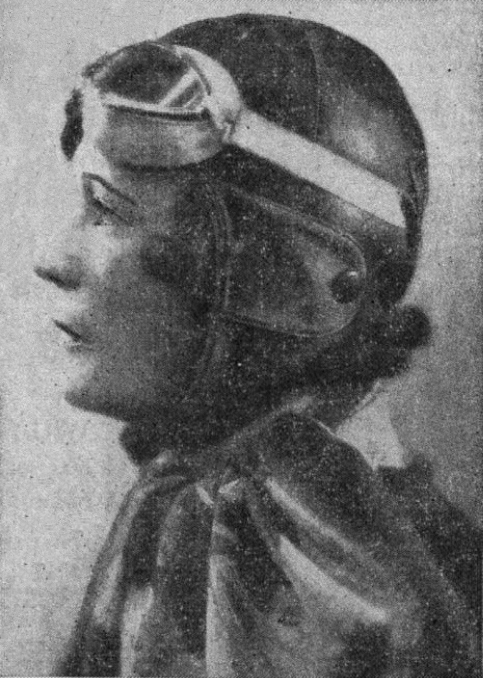
Marthe Richard en tenue d’aviatrice.

Son futur mari lui achète un avion qui devient alors sa passion. Marthe Richard obtient son brevet de pilote le 23 juin 1913 (no 1369), devenant la sixième Française à obtenir ce diplôme. Elle a, auparavant, fait un peu d'aérostation, et est membre de la Stella, un aéro-club féminin créé en 1908 par l'aéronaute de l'Aéronautique Club de France Marie Surcouf qui regroupe les premières aéronautes sportives puis les premières aviatrices. Par la suite, elle participe à des meetings aériens dont celui de Nantes, de Château-Gontier et de Pornic. La presse, qui la trouve frêle et volontaire, la surnomme « l'Alouette ». Elle se blesse grièvement le 31 août 1913 à La Roche-Bernard en atterrissant sur un terrain non approprié. Elle passe trois semaines dans le coma et en gardera des séquelles à vie.
Elle reprend son entraînement le 5 février 1914 sur son tout nouveau Caudron G.3 pour participer au meeting de Zurich.
En 1915, elle participe à la fondation de l'Union patriotique des aviatrices françaises dans le but de devenir pilote militaire ; c'est un échec, les autorités militaires ne souhaitant pas faire appel aux aviatrices.

### L'espionne

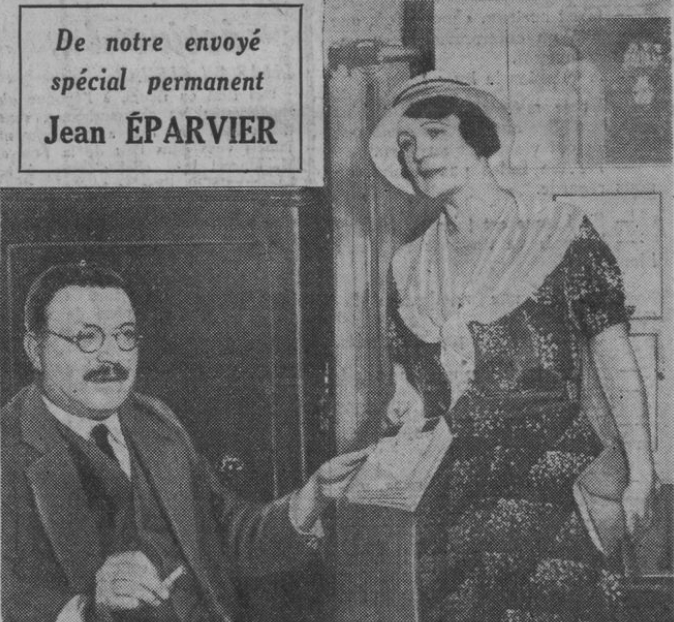
Marthe Richard et le capitaine Ladoux.

Le 25 mai 1916 elle se retrouve veuve de guerre, Henri Richer, soldat du train, étant fauché par une salve d'artillerie à Massiges. Marthe Richer raconte qu'elle devient, grâce à son amant Jean Violan — le jeune anarchiste géorgien Joseph Davrichachvili  francisé en Davrichewy, appartenant au Deuxième Bureau —, espionne sous les ordres du capitaine Georges Ladoux, chef du service de contre-espionnage Service de centralisation des renseignements (SCR) du Cinquième Bureau durant la Première Guerre mondiale. Ladoux lui donne un nom de code (« L'Alouette »), des encres sympathiques, des contacts et différentes missions de juin 1916 à septembre 1917.
Pour approcher l'attaché naval de l'ambassade allemande à Madrid, Hans von Krohn, elle devient sa maîtresse, et par là même une agent double. Elle fréquente dans la capitale espagnole Mata Hari, toutes les deux étant sous le commandement du colonel Denvignes alors sur place. Après qu'elle a été victime d'un accident d'automobile avec Krohn, Léon Daudet s'indigne de cette compromission dans le quotidien l'Action Française. Sa carrière d'agent étant révélée par la presse, elle doit rentrer en France où elle découvre que son nom est rayé du service et le capitaine Ladoux arrêté : il est accusé d'espionnage au profit de l'Allemagne à l'instar de son agent Mata Hari.
En avril 1926, fréquentant les immigrés anglais vivant à Paris, elle épouse le Britannique Thomas Crompton, directeur comptable de la fondation Rockefeller, qui meurt subitement en 1928 d'une crise d'urémie à Genève. Thomas Crompton a pris des dispositions testamentaires pour qu'elle reçoive de la part de la fondation une rente mensuelle de 2 000 francs, indexée sur le coût de la vie. Elle mène alors grand train à Bougival et passe ses soirées dans les boîtes à la mode, ce qui lui vaut le surnom de « veuve joyeuse ». 
En 1932, le capitaine Ladoux, libéré et rétabli au poste de commandant, publie ses Mémoires romancés. Le volume sur Marthe Richer intitulé « Marthe Richard espionne au service de la France » ne fut, lui, qu'invention. Son héroïne, réclamant la moitié des droits d'auteur qu'il a amassés, reçoit le conseil d'écrire ses propres mémoires... Elle le fera et publie – reprenant le pseudonyme de Marthe Richard – un best-seller : Ma vie d'espionne au service de la France (qui sera adapté au cinéma en 1937 dans Marthe Richard, au service de la France, avec Edwige Feuillère dans le rôle de l’espionne). Elle devient brusquement une héroïne en racontant comment elle a pu faire arrêter plusieurs agents allemands, comment elle a remis à Ladoux le procédé des encres secrètes de l'ennemi ou les déplacements des sous-marins UC 52. Dès lors, elle donne dans toute la France des conférences et vols de démonstration à bord du Potez 43 prêté par le ministère de l'Air.
Édouard Herriot, chef du gouvernement de l'époque, obtient le 17 janvier 1933 la Légion d'honneur pour Mme veuve Crompton dans la catégorie Affaires étrangères, avec la mention « Services signalés rendus aux intérêts français ». Cette mention conforte le mythe de l'espionne. Les archives prouvent que Marthe Richard a bien obtenu cette décoration à titre personnel (Affaires étrangères car elle était Britannique).

### La Seconde Guerre mondiale et l'élue de la Résistance
Pendant la drôle de guerre, Marthe Richard s'engage dans une unité de la section sanitaire automobile féminine, dépendante de l'armée, mais l'avant-veille de son incorporation, le 22 avril 1940, elle est victime d'un accident de la route. En rééducation à Vichy, à partir du 26 mai 1940, elle précède l'installation du gouvernement de plus d'un mois. Elle en est expulsée en novembre 1942 pour propos anti-Pétain et anglophile. Gagnant Valence, Lyon, puis Paris dans la clandestinité, elle intègre le réseau du VIIe arrondissement d'aide aux réfractaires du STO. Elle cache également plusieurs parachutistes alliés chez elle. À ce titre, elle recevra un certificat de remerciement du général Eisenhower. À la fin de la guerre, elle intègre le MLN et participe à la libération de Paris.
En 1945, « héroïne des deux guerres », elle est élue conseillère dans le 4e arrondissement de Paris sur la liste de la Résistance Unifiée (proche du Mouvement républicain populaire (MRP)). Bien que mentionnés sur des documents officiels, ses hauts faits de résistance comportent nombre de contradictions troublantes et ont été accueillis avec beaucoup de scepticisme.

### La fermeture des maisons closes
Elle dépose le 13 décembre 1945 devant le Conseil municipal de Paris un projet pour la fermeture des maisons closes. Dans son discours, elle ne s’en prend pas tant aux prostituées qu’à la société, responsable selon elle, de la  et à la mafia, qui bénéficie de la prostitution réglementée ; le propos permet aussi de rappeler que le milieu de la prostitution s'est compromis avec l’occupant pendant la guerre. Sa proposition est votée et le 20 décembre 1945, le préfet de police, Charles Luizet, décide de fermer sans préavis les maisons du département de la Seine dans les 3 mois (au plus tard le 15 mars 1946, date qu'a fixée le conseil municipal). Encouragée, Marthe Richard commence une campagne de presse pour le vote d'une loi généralisant ces mesures. Elle est soutenue par le Cartel d'action sociale et morale et le ministre de la Santé publique et de la Population, Robert Prigent.
Le 9 avril 1946, le député Marcel Roclore présente le rapport de la Commission de la famille, de la population et de la santé publique, et conclut à la nécessité de la fermeture. Le député Pierre Dominjon dépose une proposition de loi dans ce sens qui est votée le 13 avril à la chambre des députés. La fermeture des maisons closes est appliquée à partir du 6 novembre. Le fichier national de la prostitution est détruit et remplacé par un fichier sanitaire et social de la prostitution par la loi du 24 avril 1946. Environ 1 400 établissements sont fermés, dont 195 à Paris (177 établissements officiels) : les plus connus comme le Chabanais, le Sphinx, La Rue des Moulins, le One-Two-Two mais aussi les sinistres maisons d’abattage comme le Fourcy et le Charbo… Beaucoup de tenanciers de maisons closes se reconvertirent en propriétaires d'hôtels de passe. La prostitution est alors une activité libre ; seules sont interdites son organisation et son exploitation — le proxénétisme — et ses manifestations visibles.
Ce succès vaut à Marthe Richard le pseudonyme humoristique de « Veuve qui clôt », en référence à la maison de Champagne Veuve Clicquot Ponsardin.

## Controverses

Tombe au cimetière du Père-Lachaise au nom de son second époux.

En 1947, l'agent secret Jean Violan raconte dans France Dimanche les affabulations de Marthe Richard : « Marthe Richard est une imposteuse, ce n'est ni une héroïne nationale, ni une espionne de grande classe ». Il révèle que son insistance à vouloir devenir espionne l'avait en fait rendue suspecte à Ladoux, qui l'avait fait mettre sous la surveillance de l'un de ses subordonnés, Joseph Davrichewy. Celui-ci, tombé amoureux de la suspecte pendant la Première Guerre mondiale, considère que ses mémoires ne sont qu'un tissu de mensonges.
En 1948, on découvre que Mme Crompton étant anglaise par mariage (sa demande de réintégration fut refusée en 1937, car plusieurs enquêtes sur elle étaient en cours) son élection était donc illégale, ainsi que les votes auxquels elle avait participé. L'affaire n'a cependant pas eu de suites[réf. nécessaire].
Le directeur du Crapouillot, Jean Galtier-Boissière, remet en cause les « services à la nation » de Marthe Richard, et l'inspecteur de la Sûreté nationale Jacques Delarue, « spécialiste » des faux héros de guerre, enquête durant deux ans avant de l'accuser en juin 1954 d'organisation de malfaiteurs, de vol de bijoux et de recel pendant l'occupation, puis pour faux certificats de naissance, méfait qu'elle reconnaîtra plus tard. Emprisonnée à la Petite-Roquette, elle bénéficie d'un non-lieu le 31 mai 1955.
Elle reçoit un prix de littérature érotique, le prix Tabou, publie des livres dont Appel des sexes en 1951 dans lequel elle revient sur ses positions : considérant qu'elle a été instrumentalisée par Léo Hamon et Pierre Lefaucheux, chefs de son groupe de Résistance, elle n'est plus contre la réouverture des maisons closes.
Elle continue de faire des conférences sur sa « vie d'espionne ». En février 1971, elle est invitée aux Dossiers de l'écran, où l'on remet en question son passé d'aviatrice, d'espionne et de résistante. Pour se justifier, elle publie début 1974 ses dernières Mémoires, Mon destin de femme. Elle retrouve le devant de l'actualité en 1978-1979, lors d'une controverse sur la réouverture des maisons closes où elle tient des propos confus. Marthe Richard meurt quatre ans plus tard, le 9 février 1982 à Paris, âgée de 92 ans, à son domicile. Elle est incinérée au crématorium du cimetière du Père-Lachaise et ses cendres sont déposées au columbarium (case no 5629),.

## Décoration
- Chevalière de la Légion d'honneur (1935)[17],[26].

## Publications
- Ma vie d’espionne, au service de la France, Les Éditions de France, Paris, 1935
- Espions de guerre et de paix, Les Éditions de France, Paris, 1938
- Mes dernières missions secrètes. Espagne 1936-1938, Les Éditions de France, Paris, 1939
- Faire face, SLIM, Paris, 1947
- Appel des sexes, Éditions du Scorpion, Paris, 1951
- Mon destin de femme, France loisirs, Paris, 1974.

### Filmographie
- 1937 : Marthe Richard, au service de la France, film de Raymond Bernard - interprété par Edwige Feuillère
- 2010 : Marthe Richard, téléfilm de Thierry Binisti interprété par Clémentine Célarié